# Sao Tomé-et-Principe aux Jeux paralympiques d'été de 2020
Sao Tomé-et-Principe participe aux Jeux paralympiques d'été de 2020 à Tokyo.
Le pays présente un coureur, Alex Anjos, à l'épreuve du 400 mètres T47 (en). Il était déjà le seul Santoméen aux Jeux de 2016.

## Athlétisme
Piste hommes
| Athlète    | Épreuve  | Série    | Série | Finale   | Finale  |
| Athlète    | Épreuve  | Résultat | Rang  | Résultat | Rang    |
| ---------- | -------- | -------- | ----- | -------- | ------- |
| Alex Anjos | 400m T47 | 54 s 24  | 7e    | Éliminé  | Éliminé |

## Voir également
- Sao Tomé-et-Principe aux Jeux paralympiques
- Sao Tomé-et-Principe aux Jeux olympiques d'été de 2020